# Kong Lung
Kong Lung, (龍剛S), nome d'arte di Lung Kin-yiu, (Hong Kong, 8 febbraio 1935 – New York, 2 settembre 2014), è stato un regista cinese  di Hong Kong quando la città era un protettorato britannico.

## Biografia
Era solo un bambino quando, come rivela lui stesso in un'intervista allo HK Magazine, venne per la prima volta a contatto con il Giappone, in particolare, il suo esercito durante la seconda guerra mondiale.
(Kong Lung)
Costretto a fuggire per salvarsi la vita, si riunì ai suoi genitori a Guangzhou. Tornato ad Hong Kong dopo la fine della seconda guerra mondiale iniziò a lavorare, sebbene minorenne, alle dirette dipendenze del marito di sua zia. Benché la sua vita era ben lontana dal mondo dello spettacolo, all'età di venti anni incontrò l'attrice Siu-ying  la quale lo portò con sé agli “Shaw and Sons Studios” iniziandolo al mondo cinematografico. Attore alle prime armi, Kong Lung ottenne il suo primo ruolo nel 1958 ma arrivò ben presto ad acquisire conoscenze trasversali al ruolo: divenne così regista nel 1966. Sin dal principio, si distinse come portavoce di cause sociali con film fortemente legati alla realtà che lo circondava. Un regista che vedeva nei propri film il mezzo adatto per poter catturare l'attenzione dello spettatore e focalizzarla su ciò che voleva comunicare.
(Kong Lung)
Il suo desiderio di raccontare la realtà tuttavia non si ferma alla propria madre patria ma si estende ben oltre i suoi confini, affacciandosi e spingendosi sino alle coste giapponesi per dar voce alle sofferenze patite da quel popolo che durante l'infanzia di Kong Lung fu oppressore e persecutore dei suoi connazionali, offrendo in questo modo uno dei punti di vista più insoliti, inaspettati e per certi versi molto criticati della cinematografia cantonese.

## Filmografia

### Regista
- Prince of Broadcasters (Ying xiong ben se) (1966)
- The Story of a Discharged Prisoner (Chuang) (1967)
- The Window (Fei nu zheng zhuan) (1968)
- Teddy Girls (Zuo ri jin ri ming ri) (1969)
- Yesterday, Today, Tomorrow (Zuo ye meng hun zhong) (1970)
- My Beloved (Pei shi)(1971)
- Pei Shih (Ying zhao nu lang) (1972)
- Hong Kong Nite Life (Xianggang ye tan) (1973)
- The Call Girls (1973)
- Hiroshima 28 (1974)
- Laugh In (Ha ha xiao) (1976)
- Nina (Ta) (1976)
- Mitra (1977)
- The Fairy, the Ghost and Ah Chung (Gui ying shen gong) (1979)